# Emigrazione francese (1789-1815)
L'emigrazione francese dal 1789 al 1815 si riferisce ad un movimento di massa di cittadini francesi dalla Francia alle nazioni vicine, in seguito allo spargimento di sangue ed agli sconvolgimenti causati dalla rivoluzione francese prima e da Napoleone Bonaparte poi. Sebbene la rivoluzione fosse iniziata nel 1789 come uno sforzo pacifico, a guida borghese, volto a realizzare l'equità politica per il Terzo Stato che non godeva degli stessi diritti del Primo Stato (Clero) e del Secondo Stato (Nobiltà), si trasformò in una rivolta violenta di matrice popolare. Per fuggire dalle tensioni politiche e salvare la propria vita, un ampio numero di cittadini emigrò dalla Francia e si stabilì nei paesi vicini (principalmente Gran Bretagna, Austria, Piemonte e Prussia o qualche altro stato tedesco), altri ancora emigrarono in USA.

## Inizio della rivoluzione
Quando gli Stati generali furono convocati il 5 maggio 1789 e avevano diffuso le proprie rimostranze politiche, molti membri di ogni Stato si trovarono in accordo con l'idea che il Terzo Stato, che rappresentava la maggior parte della popolazione francese (98%), fosse un contribuente fiscale senza una adeguata rappresentanza politica. Di fronte al rifiuto del re Luigi XVI, i membri del Terzo Stato decisero il 17 giugno 1789 di autodichiararsi Assemblea Nazionale e il 20 giugno 1789 di prestare il Giuramento della Pallacorda, in base al quale si promettevano di conferire alla Francia una Costituzione che sancisse l'uguaglianza di tutti i cittadini francesi. Ben presto, le ideologie di trattamento giusto ed eguale da parte del governo, nonché di liberazione dall'ancien régime si diffusero in tutta la Francia.

### Prima emigrazione
Mentre il "padre della rivoluzione", l'abate Sieyès, ed alcuni membri del primo e secondo stato supportavano le rivendicazioni di uguaglianza del Terzo Stato, altri membri del clero e della nobiltà furono tenaci oppositori. Sotto l'ancien régime, questi ultimi erano infatti abituati ad un alto tenore di vita. La rivoluzione era intenzionata a rimuovere tutti i loro privilegi nello sforzo di rendere ognuno politicamente uguale all'altro; in tal senso, i primi emigranti furono i sostenitori dell'ancien régime, ed emigrarono su base volontaria, dal momento che l'emigrazione all'estero non era proibita.
L'estate del 1789 fu caratterizzata pertanto da una prima emigrazione volontaria. Molti di questi migranti erano membri della nobiltà che emigrò per la paura scatenata il 14 luglio 1789 dalla presa della Bastiglia, con la brutale uccisione del governatore, il marchese de Launay. Tra i nobili migranti si distinsero Adélaïde e Vittoria, zie paterne del sovrano Luigi XVI, le quali il 19 febbraio 1791 iniziarono il loro viaggio in cerca di sicurezza per Roma, per vivere vicino al Papa. Ad ogni modo, il viaggio delle due Mesdames fu impedito e poi ampiamente discusso dall'Assemblea Nazionale che temeva che la loro emigrazione implicasse che il re Luigi XVI e la sua famiglia le avrebbero seguite. Sebbene questo timore si rivelerà concreto in seguito, prima nel giorno dei pugnali (28 febbraio 1791) e poi con la fuga a Varennes (20-21 giugno 1791), alle due Madames fu permesso di continuare il loro viaggio dopo che Jacques-François de Menou, membro della nobiltà, schernì la preoccupazione dell'Assemblea Nazionale, sminuendo il gesto delle due Mesdames come quello di "Due donne anziane".
Stabilendosi in paesi vicini, la Gran Bretagna in primis, furono in grado di integrarsi bene e mantenere un certo livello di benessere nel nuovo stile di vita. Questa rappresentò un'importante emigrazione e fu caratterizzata in gran parte da nobili che fuori dalla Francia poterono stare al sicuro e attendere il ritorno in Francia di un clima politico a loro favorevole. Anche se gli eventi resero abbastanza incerta la prospettiva di un ritorno al loro precedente stile di vita. Infatti, nel novembre 1791, fu approvata una legge che imponeva a tutti i nobili emigrati di ritornare in patria entro il 1º gennaio 1792. Chi avesse deciso di disobbedire, avrebbe subito la confisca e la vendita delle proprie terre e qualsiasi tentativo successivo di rientrare in patria sarebbe stato punito con l'esecuzione.
È bene precisare comunque che la maggior parte degli emigrati francesi lasciò la Francia, non nel 1789 nel momento cruciale della rivoluzione, ma nel 1792 dopo lo scoppio della guerra. A differenza delle classi privilegiate che erano fuggite volontariamente in precedenza, quelle sfollate dalla guerra furono guidate dalla paura per le loro vite e avevano uno status inferiore e mezzi minori o nulli.

## Cause dell'emigrazione
Man mano che si diffondono le idee di libertà politica e uguaglianza, le persone iniziano a sviluppare opinioni diverse su chi dovrebbe raccogliere i frutti della cittadinanza attiva. L'unità politica dei rivoluzionari aveva cominciato a svanire nel 1791, sebbene fossero riusciti a stabilire una monarchia costituzionale.
Allo stesso tempo, la rivoluzione fu afflitta da molti problemi. Oltre alle divisioni politiche, avevano a che fare con l'iperinflazione della valuta cartacea fiat della Convenzione nazionale, gli assegnati, le rivolte contro l'autorità nelle campagne, le rivolte degli schiavi in territori coloniali come la rivoluzione haitiana e non si vedeva una fine pacifica. Qualcuno doveva essere incolpato per i fallimenti della rivoluzione, e certamente non poteva essere colpa dei rivoluzionari perché erano dalla parte della libertà e della giustizia. Come sostiene Thomas E. Kaiser nel suo articolo "Dal Comitato austriaco al complotto straniero: Maria Antonietta, Austrophobia e Terrore", secoli di austrofobia si reincarnarono in una ferma convinzione in una cospirazione guidata dall'Austria che mirava a contrastare la rivoluzione. Kaiser afferma che la trama straniera:
consistette in una cospirazione massiccia e multilatera degli agenti incoraggiati dagli alleati, che presumibilmente - e molto probabilmente nella realtà - cercarono di minare la Repubblica attraverso uno sforzo coordinato per corrompere i funzionari del governo associati all'ala più moderata dell'establishment giacobino e diffamare il governo mobilitando elementi all'estrema sinistra."
I giacobini presero seriamente in considerazione la cospirazione dei nobili. Rousseau, influente filosofo dell'Illuminismo e convinto giacobino, elaborò il concetto di "volontà collettiva", cioè l'obbiettivo unico che il popolo di una nazione deve sostenere inequivocabilmente. Se qualcuno era contro la volontà collettiva, faceva parte di questa cospirazione controrivoluzionaria e poiché lo slancio della rivoluzione doveva essere protetto a tutti i costi, tutte le minacce dovevano essere eliminate. Questo atteggiamento verso il dissenso divenne più violento e assetato di sangue durante il 1793-1794, quando Robespierre emanò il regime del Terrore. Al fine di preservare la "repubblica della virtù", Robespierre dovette "ripulire" il paese da chiunque parlasse o agisse contro le virtù della rivoluzione attraverso la ghigliottina. In questo periodo tumultuoso, molti erano giustificati nel temere per la propria vita.

## Esodo
Durante il Terrore, nessuno era al sicuro da controlli o potenziali esecuzioni, alla fine nemmeno Robespierre stesso. Questo onnipresente senso di paura ha ispirato molti dei mezzi minori per fuggire dalla Francia, spesso senza molta preparazione e quindi senza soldi o cose utili. Coloro che lasciarono la Francia erano un gruppo eterogeneo dal punto di vista socioeconomico e professionale, sebbene la stragrande maggioranza dei migranti fossero uomini. Sebbene queste persone provenissero da diversi contesti finanziari, durante il viaggio soffrivano più o meno la stessa povertà. Nella sua tesi "'La Généreuse Nation!' Gran Bretagna ed emigrazione francese 1792-1802 ", Callum Whittaker racconta che mentre lasciava la Francia un aristocratico "si travestì da marinaio e si nascose per un giorno nella stiva di una nave sotto un mucchio di corde". Inoltre, i capitani e i marinai vedevano questa come un'opportunità per guadagnare un po' di danaro, e quindi riscossero le tasse sugli emigranti, lasciandoli sulle rive di un'altra nazione senza nulla. Eppure, migliaia hanno scelto questa via di disagio e di miseria perché almeno forniva la promessa di pace.
Questo esodo ebbe luogo in gran parte durante il 1791-1794. I gruppi di emigrati fuggiti durante questo periodo includevano sacerdoti refrattari (cioè sacerdoti che si rifiutavano di prestare giuramento alla Costituzione civile del clero). Fuggirono in seguito alla confisca delle loro proprietà e alla legislazione nell'agosto 1792 che stabiliva che questi preti refrattari lasciassero la Francia volontariamente o fossero deportati nella Guyana francese.
La scomparsa di Robespierre nel 1794 fornì una breve tregua ai realisti in patria e all'estero. Ad esempio, coloro che avevano partecipato alla rivolta della Vandea erano in grado di comunicare con i loro sostenitori in Gran Bretagna. Questi ribelli, in collaborazione con i loro alleati britannici, tentarono di prendere un porto sulla costa francese. Tuttavia, questo tentativo non ebbe esito positivo, con conseguente esecuzione di 748 ufficiali monarchici, un evento che divenne noto come il disastro di Quiberon. Man mano che la repubblica si evolveva nel Direttorio, il timore che gli emigrati con inclinazioni realiste sarebbero tornati, ha spinto una legislazione più severa contro di loro, compresa la Legge sugli ostaggi approvata nel 1799. Questa legislazione considerava i parenti degli emigrati come ostaggi e ordinava loro di arrendersi entro dieci giorni o di essere trattati come emigrati stessi.

### Migrazione ebraica
Il popolo ebraico era visto con sospetto durante questo periodo, nonostante solo una piccola percentuale del popolo ebraico fosse politicamente allineata con i realisti. La maggioranza degli ebrei non era controrivoluzionaria e non prese parte a crimini contro la repubblica. In Alsazia, minoranze come ebrei e protestanti erano a favore della rivoluzione, mentre la maggioranza cattolica non lo era. Nonostante questi fatti, come afferma Zosa Szajkowski nel testo Ebrei e Rivoluzioni francesi del 1789, 1830 e 1848, era ancora diffusa la convinzione che "gli ebrei volevano realizzare una controrivoluzione con tutta la sua distruzione e morte". Pertanto, gli ebrei furono continuamente ma ingiustamente sospettati di frode, anche se raramente condannati per questo. Inoltre, la loro corrispondenza in ebraico con coloro che vivevano fuori dalla Francia era limitata.
August Mauger, il leader del terrore a Nancy, si rifiutò di rilasciare passaporti agli ebrei. Quelli che emigravano dovevano farlo illegalmente, senza un'adeguata documentazione e quindi senza garanzie di successo. La minaccia dell'esecuzione era molto reale per molte più persone rispetto alla semplice popolazione ebrea della Francia. Lacoste, il commissario per la sicurezza dell'Alsazia, credeva che un quarto della popolazione parigina dovesse essere ghigliottinata. Ebrei e non ebrei emigrarono nell'Alto Reno; nonostante periodici pogrom nella zona, era ancora meglio del Basso Reno dove il Terrore dilagava; pochissimi francesi ebrei rimasero in Alsazia. Gli emigrati ebrei hanno dovuto affrontare le sfide dell'assimilazione a una nuova cultura che ospitava un forte sentimento antiebraico e antifrancese. Inoltre, le invasioni annuali estive dell'esercito francese dal 1793 al 1799 significarono l'immediata evacuazione di qualsiasi popolazione immigrata. Di conseguenza, il numero esatto di francesi in qualsiasi area specifica variava in un dato momento, ma le stime storiche collocano il numero in diverse migliaia.